# Commodore VIC-20
VIC-20 var Commodores första riktiga hemdator. VIC-20 började säljas i Sverige 1981. I Japan såldes den under namnet VIC-1001.
Namnet VIC (Video Interface Computer) kom av grafikchipet i datorn, Video Interface Chip. Detta chip innehöll även datorns ljudkrets. 20 står inte för antalet kilobyte RAM-minne vilket annars var vanligt under hemdatortiden, utan VIC-20 har 5 kB RAM-minne varav 3,5 kB är tillgängligt för program i BASIC-språket (exakt 3583 bytes). Processorn är i princip likadan som i efterföljaren Commodore 64. Se VIC-20 minneskarta. Bill Seiler var en av personerna som medverkande till utvecklandet av VIC-20. Michael Tomczyk medverkade till att man under utvecklingen prioriterade ett lågt pris och användarvänlighet. Modellen blev en storsäljare, och var den första datorn att säljas i en miljon exemplar, och det bara efter ett års produktion - att jämföras med Apple II som först efter över 5 år kom upp i en miljon sålda exemplar. VIC-20 konkurrerade främst med Sinclairs ZX81 samt Apple II tills efterföljaren Commodore 64 dök upp 1982 och dominerade marknaden.
I en annons i Aftonbladet julen 1983 säljs VIC-20 för 1995 kronor från Handic Electronic AB. Till det priset ingick inte bandspelare som användes för lagring av datorprogram.

## Tillbehör

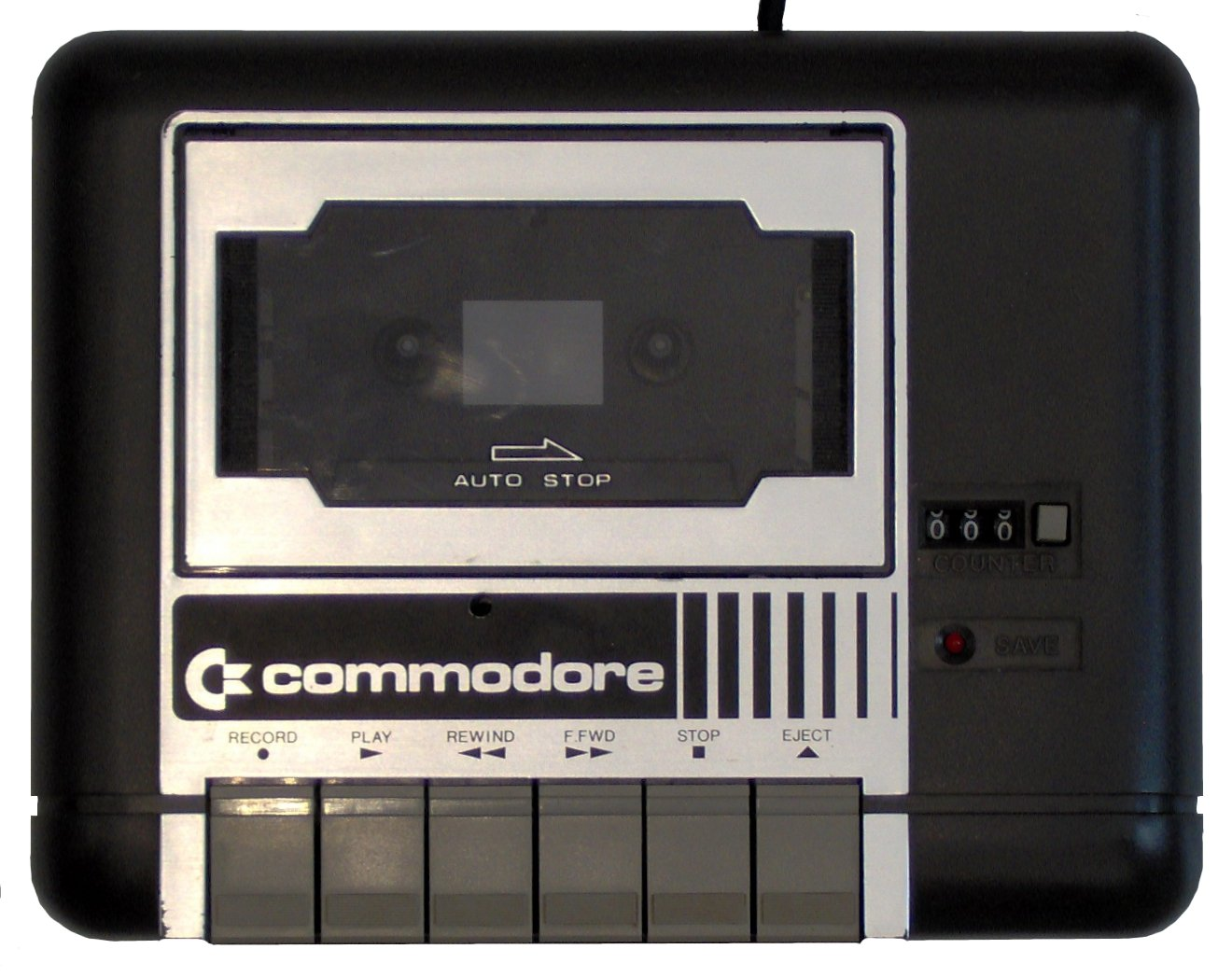
Bandspelare för lagring av program till VIC-20.

För att spara och ladda in filer kunde en kassettbandspelare eller diskettstation (Commodore 1540) användas.
Gränssnittet för bandspelare var till skillnad från många andra hemdatorer heldigitalt ända ut till den fysiska bandspelaren vilket ökade tillförlitligheten och möjligheten att göra perfekta kopior. Nackdelen var ett högt pris för enheten på 1980-talet på runt 600 kronor.

## Grafik
VIC-20 har en skärmupplösning 176 × 184 pixlar, eller 22 × 23 tecken à 8 × 8 pixlar. VIC-20 kan visa 16 olika färger, där den aktiva ytan kan visa två färger av 16, förgrund och bakgrund, och bordern kan visa en färg av de åtta första i paletten. VIC-20 har även ett lågupplöst läge på 88 × 184 pixlar, som tillåter att fyra färger av sexton visas.